# Lost Loves
Lost Loves es un álbum de estudio de Minus the Bear. El álbum contiene canciones raras y sin lanzar a lo largo de la historia de la banda. Fue lanzado el 7 de octubre de 2014 a través de Dangerbird Records.

## Lista de canciones
| N.º | Título                  | Duración |  |
| 1.  | «Electric Rainbow»      | 3:41     |  |
| 2.  | «Surf-n-Turf»           | 3:35     |  |
| 3.  | «Broken China»          | 5:39     |  |
| 4.  | «Walk on Air»           | 3:33     |  |
| 5.  | «Patiently Waiting»     | 4:12     |  |
| 6.  | «Cat Calls & Ill Means» | 3:37     |  |
| 7.  | «Invented Memory»       | 4:25     |  |
| 8.  | «South Side Life»       | 4:17     |  |
| 9.  | «Your Private Sky»      | 4:47     |  |
| 10. | «The Lucky Ones»        | 4:58     |  |

## Personal
- Jake Snider – Voz, guitarra
- Dave Knudson – Guitarra
- Erin Tate – Batería, percusión
- Cory Murchy – Bajo
- Alex Rose – Teclados, voz